# József-hegyi-barlang
A József-hegyi-barlang Magyarország fokozottan védett barlangjai közül az egyik. A Duna–Ipoly Nemzeti Parkban lévő Budai-hegységben, Budapest II. kerületében található. Magyarország 10. leghosszabb barlangja. A budai barlangok közül ebben a barlangban vannak a legnagyobb termek.

## Leírás
Budapest II. kerületében, a Szemlőhegy városrészben található. A József-hegyen van bejárata. A környéken mintegy hatvan másik barlang is van, közülük a nagyobbak a Pál-völgyi-barlangrendszer és a Ferenc-hegyi-barlang. A barlangba a Józsefhegyi utcában található zárt telken kialakított mesterséges főbejáraton keresztül lehet bejutni. A hajdani, ma már befedett alapozógödörbe létrán lehet lemászni.
A hatalmas Kinizsi-pályaudvar 67 m hosszú, 20–25 m széles és 5–12 m magas. Ez a világ legnagyobb hévizes eredetű barlangterme. Neve a felfedező csoportra utal, a szokatlan, pályaudvar elnevezés pedig arra, hogy ez nem szokványos barlangterem. A terem alja 60–65 m-rel húzódik a bejárat alatt, egy behavazott és zajló folyóra hasonlít; a barlangot kitöltő meleg víz első visszahúzódása után a terem alját borító oldási maradék felcserepesedett. Az elemzések szerint ez körülbelül 220 000–230 000 éve következett be. 210 000 évvel ezelőtt azonban újra megemelkedett a vízszint, majd 200 000 éve egy kicsi tavat alkotó meleg vizes forrás a felszínre is feltört. A barlangot ismét kitöltő meleg víztől kalcitkéreg lepte el az agyaglemezeket. Felszínükre napjainkban is válik ki a gipsz, amely sajátosan csillogóvá teszi ezeket a képződményeket. A terem É-i oldalán helyenként még láthatók aragonit tűk és gipszkristályok. Az oldalfalat is beborítják a kalcitlemezek. A terem Ny-i, elkeskenyedő vége felé, az oldalfalon pár mm-es falvastagságú, néhány cm átmérőjű gipszhólyagok borítják a falat.
A Fagylaltos-folyosó bejáratánál láthatjuk a barlang legnagyobb, kb. 1 m nagyságú gipsz kristálycsoportjait, amik a terem szélén lógnak le a mennyezetről. A folyosó oldalán kalcit anyagú, általában hófehér borsókőre és aragonit kristálytűkre kiváló gipsz látható.
Az egyik termet az ELTE 1980-ban elhunyt földrajzprofesszoráról, a Magyar Karszt- és Barlangkutató Társulat elnökéről, Láng Sándorról nevezték el. Itt a lehullott nagy gipsz kristályokat tartalmazó Gipsztemetőn kívül a fekete alapszínű oldalfalból kiálló, helyenként szögletes, hófehér borsókő a leglátványosabb.
A Láng Sándor-teremből a legjobban óvott mellékágakba lehet eljutni: a 15 cm-es gipszkígyókat tartalmazó Vörös-tengerbe, a legdúsabb aragonit kiválásokkal díszített Természet temploma nevű részbe és a barlang legmélyebb szakaszára vezető, kalcitlemezekkel és üveggömb borsókővel borított Üvegpalota nevű részbe. Ezekbe a járatokba a szigorú védelem miatt többnyire nem lépnek be a kutatók sem.
A Repülőtéren vastag kalcitkéreg borítja az aljzatot és az oldalfalat is. Ennek a felületén vékony gipszhártyák csillognak. A Repülőtér különlegessége a mennyezetről lehullott márgatömböket borító, de a magasból csepegő víztől kilyuggatódott, vékony kalcitkéreg.
Egy másik, különleges látnivaló az első héten felfedezett, 308 m hosszú barlangszakaszból nyílik: a Kagylós-ágban levő Árvalányhaj nevű, hajszál vékonyságú gipszszálakról van szó. Ezeknek hossza néha az 1 m-t is megközelíti. Az Árvalányhaj nagyon sérülékeny, még a beszédhangra is elkezd lengedezni. A Kristály-teremben a szálak néha vattaszerűen a földön fekszenek, máshol a mennyezetről lógnak le, vagy az oldalfalból állnak ki.
A mai gyógyforrásokkal, illetve a mintegy 15 m-rel mélyebben elhelyezkedő Molnár János-barlanggal való valószínűsíthető kapcsolatát bizonyítja, hogy a József-hegyi-barlang átlagos hőmérséklete 13 °C felett van, azaz közel 2 °C-kal magasabb a többi Rózsadomb környéki barlangéinál.
A barlang a Duna–Ipoly Nemzeti Park Igazgatóság engedélyével látogatható. Előfordul a barlang az irodalmában József-hegy Cave (Takácsné, Eszterhás, Juhász, Kraus 1989) néven is.

## Kialakulás, kőzettan
Hasonlóan a többi budai barlanghoz, a József-hegyi-barlang kialakulásában is jelentős szerepe volt a tektonikának. A hegyben kialakult réseket a melegvizes oldatok barlangjáratokká tágították. A József-hegyi-barlang fő hasadékai K-Ny-i irányúak, a kereszthasadékok pedig általában 30–40°-os szöget zárnak be velük.

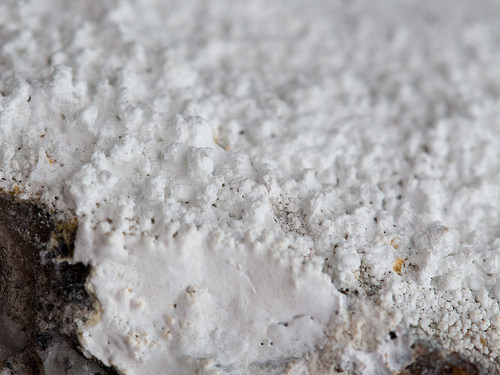
A barlang egyik különlegessége a huntit

A barlang kőzettani felépítése változatos. Felső és középső szintjének egy része 36–38 millió éves bryozoás márgában alakult ki, a fő járatszintet nagyrészt a Szépvölgyi Mészkő körülbelül 40 millió esztendővel ezelőtt képződött kőzettömege alkotja, míg az alsó szint aknáinak és hasadékainak nagy része a triász időszakban képződött, több mint 200 millió éves Mátyáshegyi Mészkő helyenként nagyon márgás rétegeiben oldódott ki.
A barlang labirintusos alaprajzú járatrendszere három fő szintre osztható:
- Az alsó szint triász mészkőben kialakult járatai hosszú, tektonikus hasadékok, nagyméretű aknák, melyek csak kevés helyen vannak járható összeköttetésben a felettük levő, eocén mészkőben kialakult folyosókkal. A keskeny, magas járatokat nem tagolják termek. A falak egyes részeken képződménymentesek vagy kristályokkal gyengén borítottak, míg máshol a barlang kristályokban leggazdagabb, legértékesebb szakaszai alakultak itt ki.

- A második fő járatszinthez tartoznak a 30–40 m vastag eocén mészkőben és a márga legalsó, néhány méteres szintjén kialakult termek és folyosók, a barlang járatainak mintegy 80%-a. Ezen a szinten a több méter, néhol 10–15 m magas folyosók, 20–30 m magas termek a jellemzők. Itt alakult ki a Kinizsi pályaudvar is. Ez a szint képződményekben gazdag: a falakat többnyire aragonitkristályok, borsókövek borítják, amikre gipszkéreg vált ki. A képződménymentes szakaszokon a járatokat nagyon szép oldási formák díszítik. A folyosók, termek alját törmelék, agyagfeltöltés borítja. Ezek többnyire a mészkő oldási maradékát jelentik, de többfelé igen jelentős a felső szintről történt agyagbemosódás is.

A barlangból származó gipszkristály

- A harmadik, felső szint már teljes egészében márgában fejlődött. Itt csak kisebb, néhány méteres termek találhatók, amelyek az omladékos, töréses zónában alakultak ki. A márgában akár 5–10 m átmérőjű, több méter magas termek is létrejöhetnek. Ezeknek csak kis része ismert, pedig akár 1-2 m-re is megközelíthetik a felszínt.

Mivel a barlang a feltárásig zárt volt, sem régészeti, sem őslénytani leletet nem tartalmazott, de ásványkiválásokban nagyon gazdag. Makroszkóposan hét, műszeres vizsgálattal további nyolc ásvány ismerhető fel (például mangános bevonat, limonit, barit, aragonit, kalcit, gipsz, hidromagnezit, huntit, kvarc, piroxén, gránát és cirkon).
Budán máshol ismeretlenek a 0,5-1 m-es, több tíz kg-os gipsz kristálycsoportok, és a Rózsadomb térségében sehol sem fordultak elő ilyen mennyiségben a tűs aragonit kristálycsoportok. Egyedül itt található limonit anyagú cseppkő és a csepegő vízből kiváló gipszcső. A cseppkő mellett egyes borsókő változatok és gipszkérgek ma is növekednek.

## Kutatástörténet

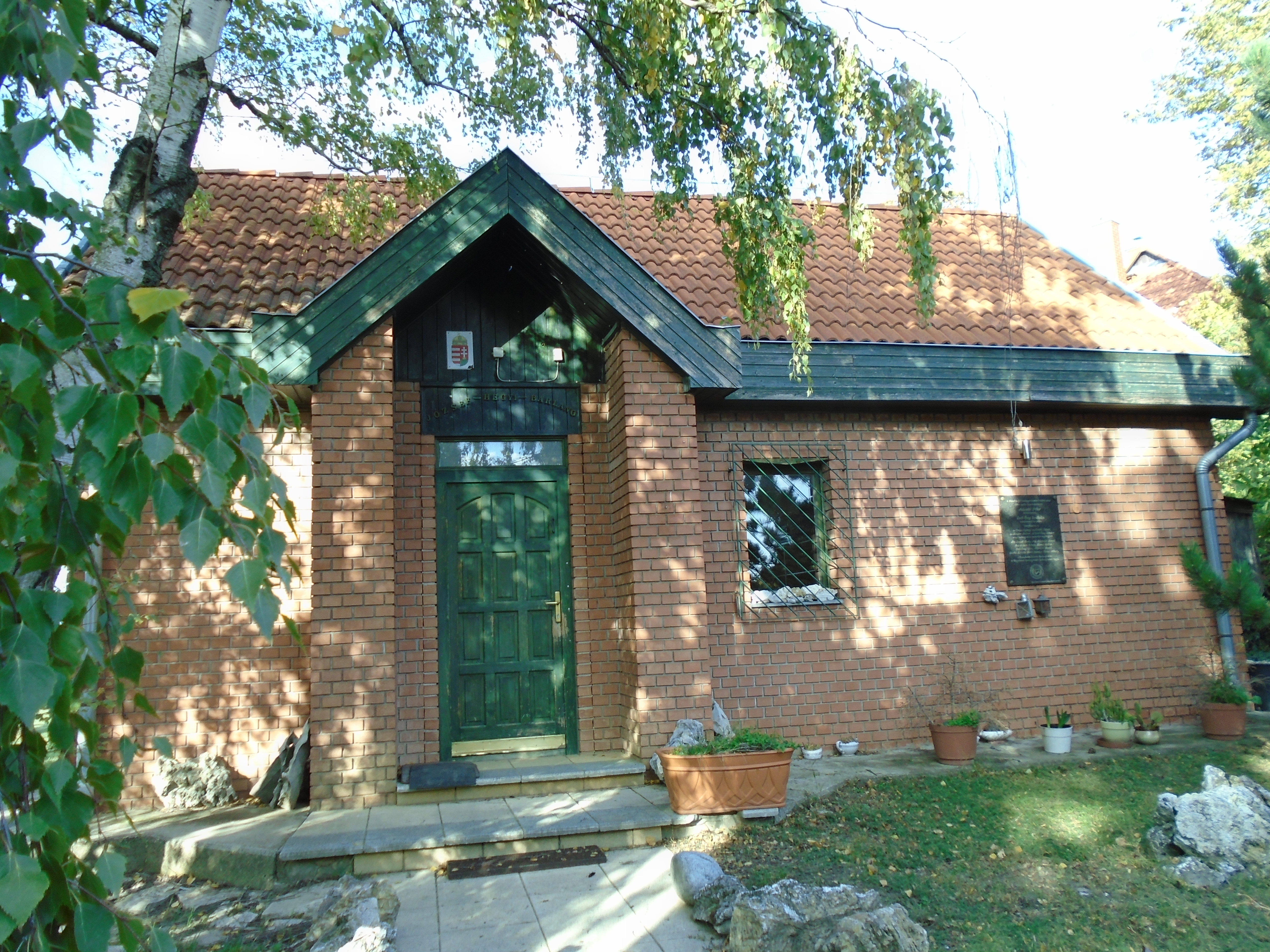
A barlang bejáratának telkén álló épület

A József-hegyen a nyolcvanas évek elején két lakótelepet kezdtek el építeni. 1984. január végén az egyik épület alapozásakor egy gömbfülkét találtak az építtetők. A hideg időben a feltételezett barlangból páraoszlop emelkedett a magasba. A budapesti barlangászok közül több tucatnyian kezdtek dolgozni a helyszínen, de sokáig nem találtak semmi említésre méltót. Számuk gyorsan fogyott, egy hét múlva már csak a Rózsadombi Kinizsi SE tagjai folytatták a kutatást, akiket Adamkó Péter és Leél-Őssy Szabolcs kutatásvezetők irányítottak. A 10 fős csapat két hónapos kemény munka után, április 2-án ért le mintegy 30 m mélyre, elérve a járatrendszer legmagasabb pontját. Az év végére már mintegy 2 km-nyi járatot sikerült felfedezniük. A következő két évben 4 km fölé nőtt az ismert járatok hossza. 1985 óta fokozottan védett barlang.
Az 1986. évi Karszt és Barlangban megjelent bibliográfia regionális bibliográfia részében szerepel a barlang József-hegyi-barlang néven. Az összeállítás szerint a Karszt és Barlangban publikált írások közül 2 foglalkozik a barlanggal. Az 1987. december 31-i állapot alapján Magyarország 5. leghosszabb barlangja a 4762/6 barlangkataszteri számú, 4300 m hosszú József-hegyi-barlang. Az összeállítás szerint az 1977. évi Karszt és Barlangban közölt hosszúsági listában a barlang nincs benne. Az 1987. december 31-i állapot alapján Magyarország 25. legnagyobb függőleges kiterjedésű barlangja a 4762/6 barlangkataszteri számú, 103 m függőleges kiterjedésű József-hegyi-barlang. Az összeállítás szerint az 1977. évi Karszt és Barlangban közölt mélységi listában a barlang nincs benne. Az 1987. évi MKBT központi kutatótábor tájékoztatójában van egy ábra, amelyen megfigyelhető, hogy a budai barlangok közül néhány, pl. a József-hegyi-barlang mekkora tszf. magasságban helyezkedik el, illetve ezeknek a barlangoknak mekkora a függőleges kiterjedése.

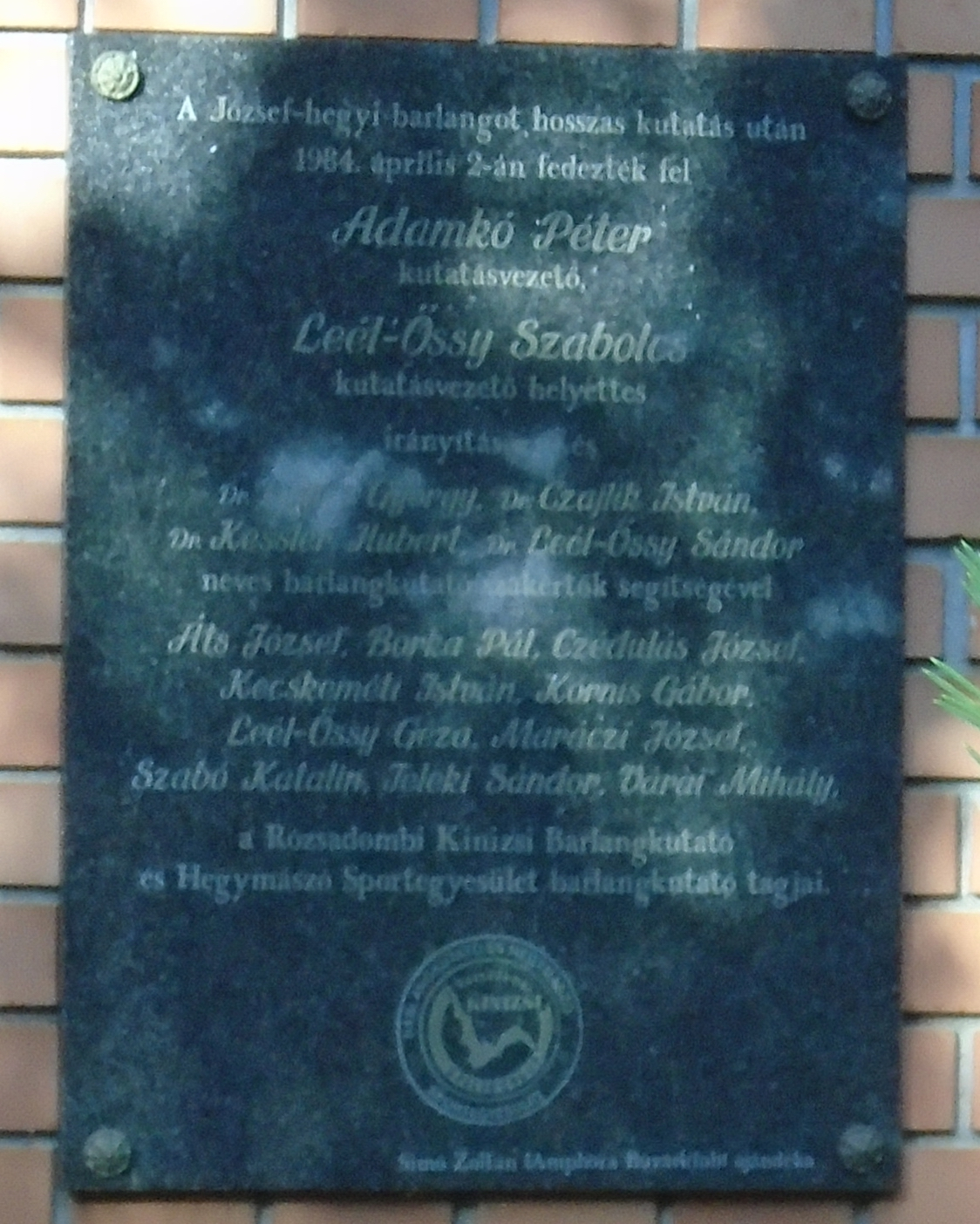
A József-hegyi-barlangot felfedezőkre emlékeztető emléktábla

Az 1989. évi Karszt és Barlangban lévő, Magyarország barlangjai című összeállításban szó van arról, hogy a Budai-hegység barlangokban leggazdagabb területe a Budapest II. kerületében fekvő Rózsadomb, ahol 1 km²-es területen belül helyezkedik el az öt legkiterjedtebb barlang. Közülük egyik a József-hegyi-barlang. A csak 1984 óta ismert barlang a Budán lévő barlangok melegvizes ásványkiválásokban leggazdagabbja. Egy építkezés során tárult fel a 4,3 km-es barlang, amely tág K–Ny irányú folyosókból és (melegvizes viszonylatban) hatalmas termekből áll. A felszín alatt kb. 50 m mélységben fekvő fő járatszintjét rendkívül gazdagon borítják hófehér gipsz, borsókő és törékeny, tűs aragonitkiválások, további ritkaságként megfigyelhetők benne nagy fennőtt gipszkristályok, csavarodó gipszvirágok és hajszálvákony gipszszálak. A barlang megtekintése, kutatása szigorú feltételekhez kötött a képződmények védelme miatt. A publikációban lévő 5. ábrán (a szépvölgyi és rózsadombi barlangvidék nagy barlangjainak – illetve a forrásoknak – földrajzi elhelyezkedését szemléltető térkép) be van mutatva a barlang földrajzi elhelyezkedése.
A folyóirat 1989. évi különszámában napvilágot látott ennek az utóbbi tanulmánynak az angol nyelvű változata (The caves of Hungary). Ebben a tanulmányban József-hegy Cave a barlang neve. Az angol nyelvű tanulmányhoz mellékelve megjelent egy olyan lista, amelyben Magyarország leghosszabb, és egy olyan lista, amelyben Magyarország legmélyebb barlangjai vannak felsorolva. A két felsorolás szerint a Budai-hegységben fekvő, 4300 m hosszú és 103 m mély József-hegyi-barlang (József-hegy Cave) 1988-ban Magyarország 5. leghosszabb és 25. legmélyebb barlangja.
1990-ben az ALPATECH-VÁÉV-nak volt kutatási engedélye a barlang kutatásához. Az 1993. március–áprilisi MKBT Műsorfüzetben megjelent, hogy a KTM Természetvédelmi Hivatal egy plakátsorozat megjelenését tervezte, amelyen a magyarországi fokozottan védett barlangok szerepelnek, és ehhez diákat keresett. Előkészítés alatt állnak a Budai-hegység fokozottan védett barlangjairól és a közeljövőben fokozottan védett barlangjairól készült plakátok, köztük a József-hegyi-barlangot ábrázoló is. 1998. május 14-től a környezetvédelmi és területfejlesztési miniszter 13/1998. (V. 6.) KTM rendelete szerint a Duna–Ipoly Nemzeti Park Igazgatóság illetékességi területén, a Budai-hegységben található József-hegyi-barlang az igazgatóság engedélyével látogatható. 2001. május 17-től a környezetvédelmi miniszter 13/2001. (V. 9.) KöM rendeletének értelmében a Budai-hegység területén lévő József-hegyi-barlang fokozottan védett barlang. Egyidejűleg a fokozottan védett barlangok körének megállapításáról szóló 1/1982. (III. 15.) OKTH rendelkezés hatályát veszti.

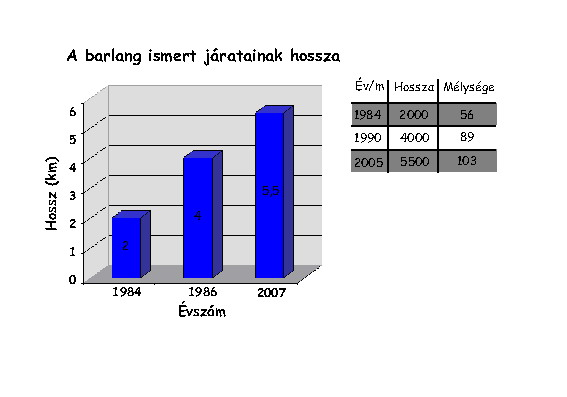
A barlang hosszának változása

A 2003-ban kiadott, Magyarország fokozottan védett barlangjai című könyvben lévő, Egri Csaba és Nyerges Attila által készített hosszúsági lista szerint a Budai-hegységben lévő és 4762-6 barlangkataszteri számú József-hegyi-barlang Magyarország 5. leghosszabb barlangja 2002-ben. A 2002-ben 5600 m hosszú barlang 1987-ben 4300 m hosszú volt. A könyvben található, Egri Csaba és Nyerges Attila által készített mélységi lista szerint a Budai-hegységben lévő és 4762-6 barlangkataszteri számú József-hegyi-barlang Magyarország 27. legmélyebb barlangja 2002-ben. A 2002-ben 103 m mély barlang 1987-ben is 103 m mély volt. 2005. szeptember 1-től a környezetvédelmi és vízügyi miniszter 22/2005. (VIII. 31.) KvVM rendelete szerint a Duna–Ipoly Nemzeti Park Igazgatóság működési területén, a Budai-hegységben található József-hegyi-barlang a felügyelőség engedélyével látogatható. 2005. szeptember 1-től a környezetvédelmi és vízügyi miniszter 23/2005. (VIII. 31.) KvVM rendelete szerint a Budai-hegységben lévő József-hegyi-barlang fokozottan védett barlang.
A 2005-ben kiadott, Magyar hegyisport és turista enciklopédia című kiadványban szó van arról, hogy Adamkó Péter volt 1984-ben a barlang felfedező-kutatásvezetője. Az 5,5 km hosszú, külföldön is ismert, páratlan szépségű barlangban van a Föld leghatalmasabb hévizes barlangi terme, a Kinizsi pályaudvar. Dénes György szócikke szerint Dénes György részt vett a József-hegyi-barlang felfedezésében. Torda István szócikkében meg van említve, hogy Torda István részt vett a József-hegyi-barlang térképének elkészítésében. 2007. március 8-tól a környezetvédelmi és vízügyi miniszter 3/2007. (I. 22.) KvVM rendelete szerint a Duna–Ipoly Nemzeti Park Igazgatóság működési területén lévő Budai-hegységben elhelyezkedő József-hegyi-barlang az igazgatóság engedélyével tekinthető meg.
2013. július 19-től a vidékfejlesztési miniszter 58/2013. (VII. 11.) VM rendelete szerint a József-hegyi-barlang (Budai-hegység, Duna–Ipoly Nemzeti Park Igazgatóság működési területe) az igazgatóság hozzájárulásával látogatható. 2015. november 3-tól a földművelésügyi miniszter 66/2015. (X. 26.) FM rendelete szerint a József-hegyi-barlang (Budai-hegység) fokozottan védett barlang. A 2017 novemberében megjelent Földalatti Magyarország Naptár 2018 borítóján a barlang egyik képződménye látható. A fényképet Ambrus Gergely készítette. A februári oldalon a barlang egyik része látható. A fényképet Egri Csaba készítette. A 2021. évi MKBT Tájékoztatóban publikált és Adamkó Péter által írt nekrológban meg van említve, hogy Ivan Račko az 1980-as években többször járt Magyarországon és részt vett egy józsef-hegyi kutatótáborban. 2021. május 10-től az agrárminiszter 17/2021. (IV. 9.) AM rendelete szerint a József-hegyi-barlang (Budai-hegység, Duna–Ipoly Nemzeti Park Igazgatóság működési területe) az igazgatóság engedélyével látogatható. A 13/1998. (V. 6.) KTM rendelet egyidejűleg hatályát veszti.

## További irodalom
- National Geographic Magazin, 2003. április. 90–95. oldal